# Pulmonaria kerneri
Pulmonaria kerneri är en strävbladig växtart som beskrevs av Richard von Wettstein. Pulmonaria kerneri ingår i släktet lungörter, och familjen strävbladiga växter. Inga underarter finns listade i Catalogue of Life.

## Bildgalleri

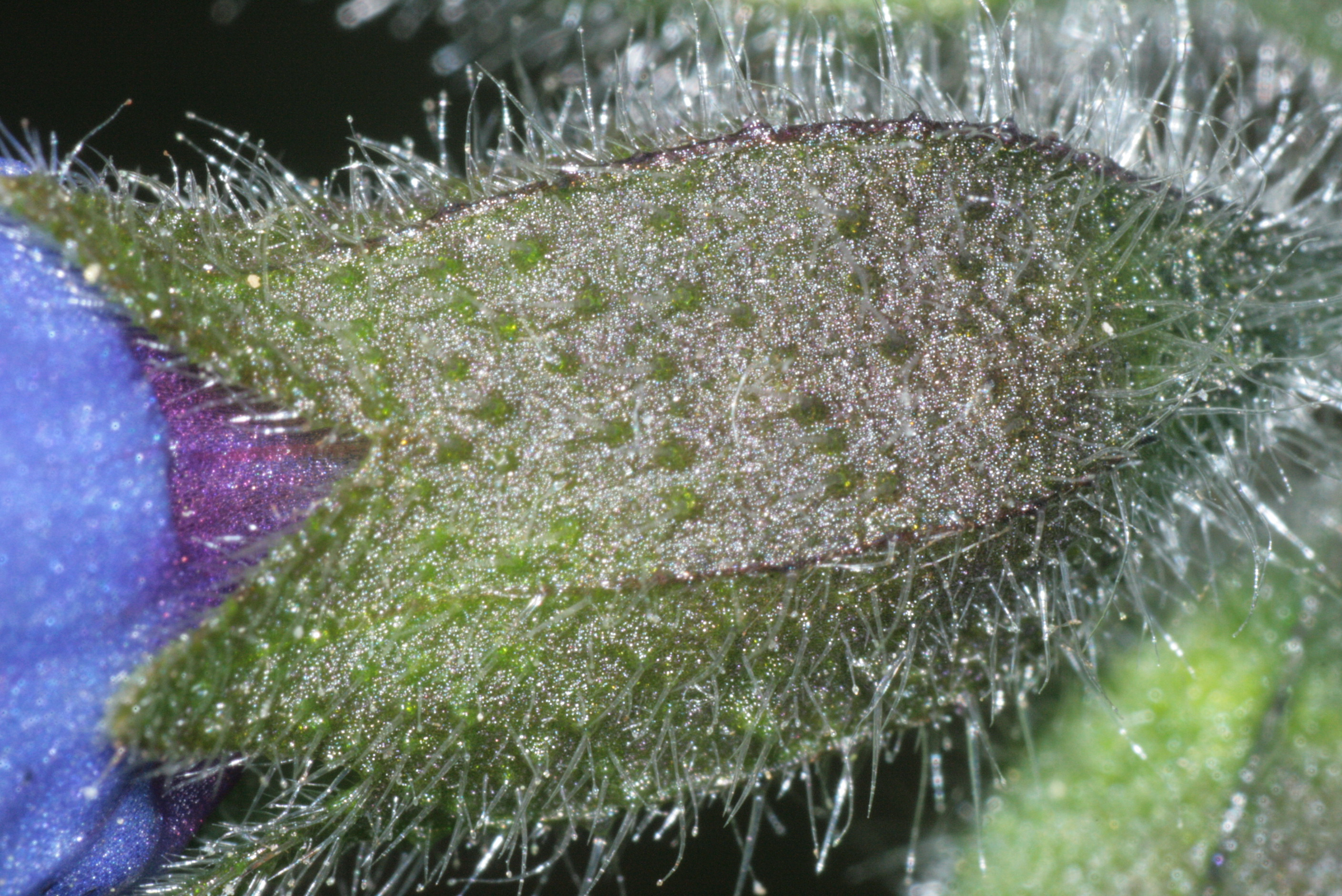
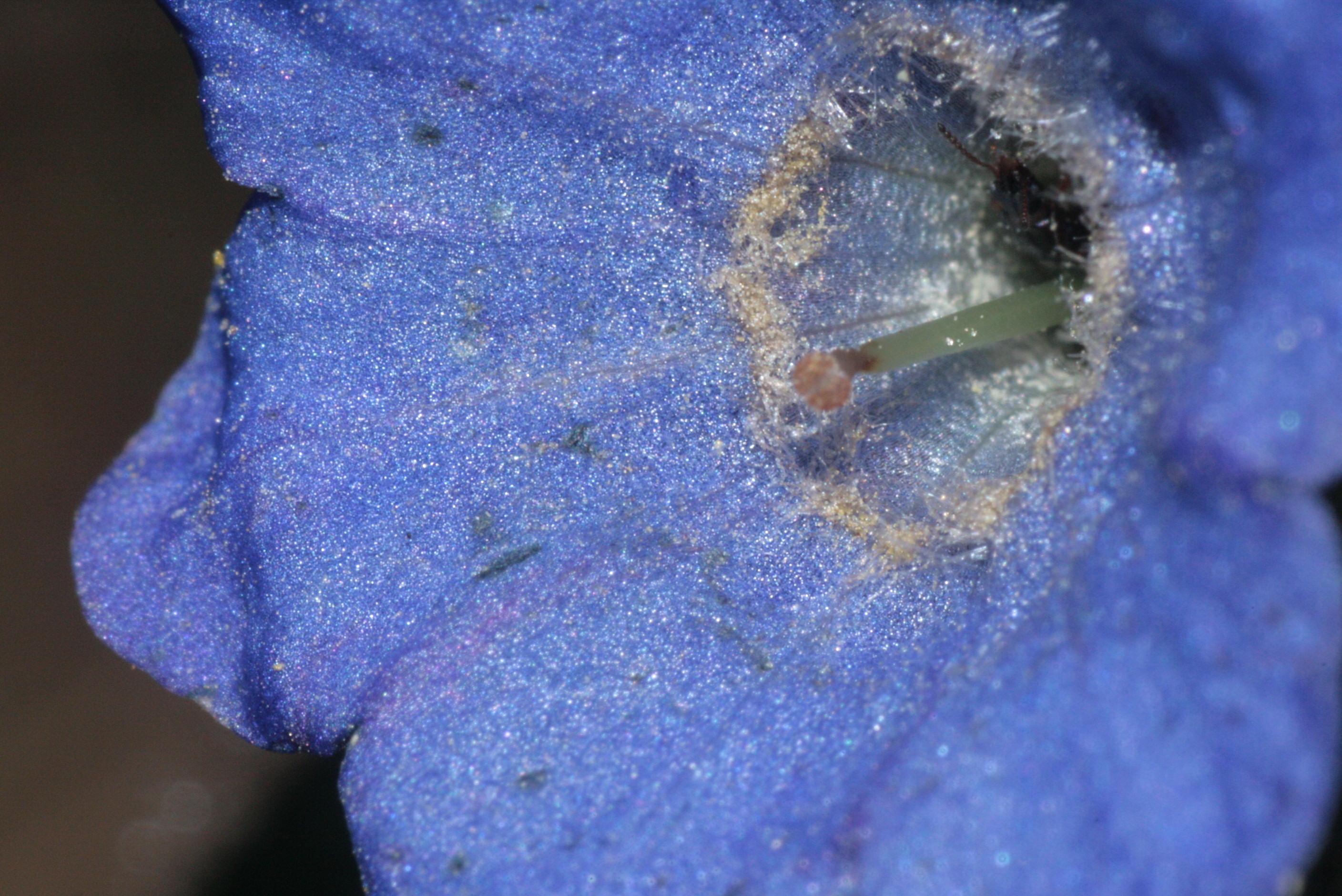
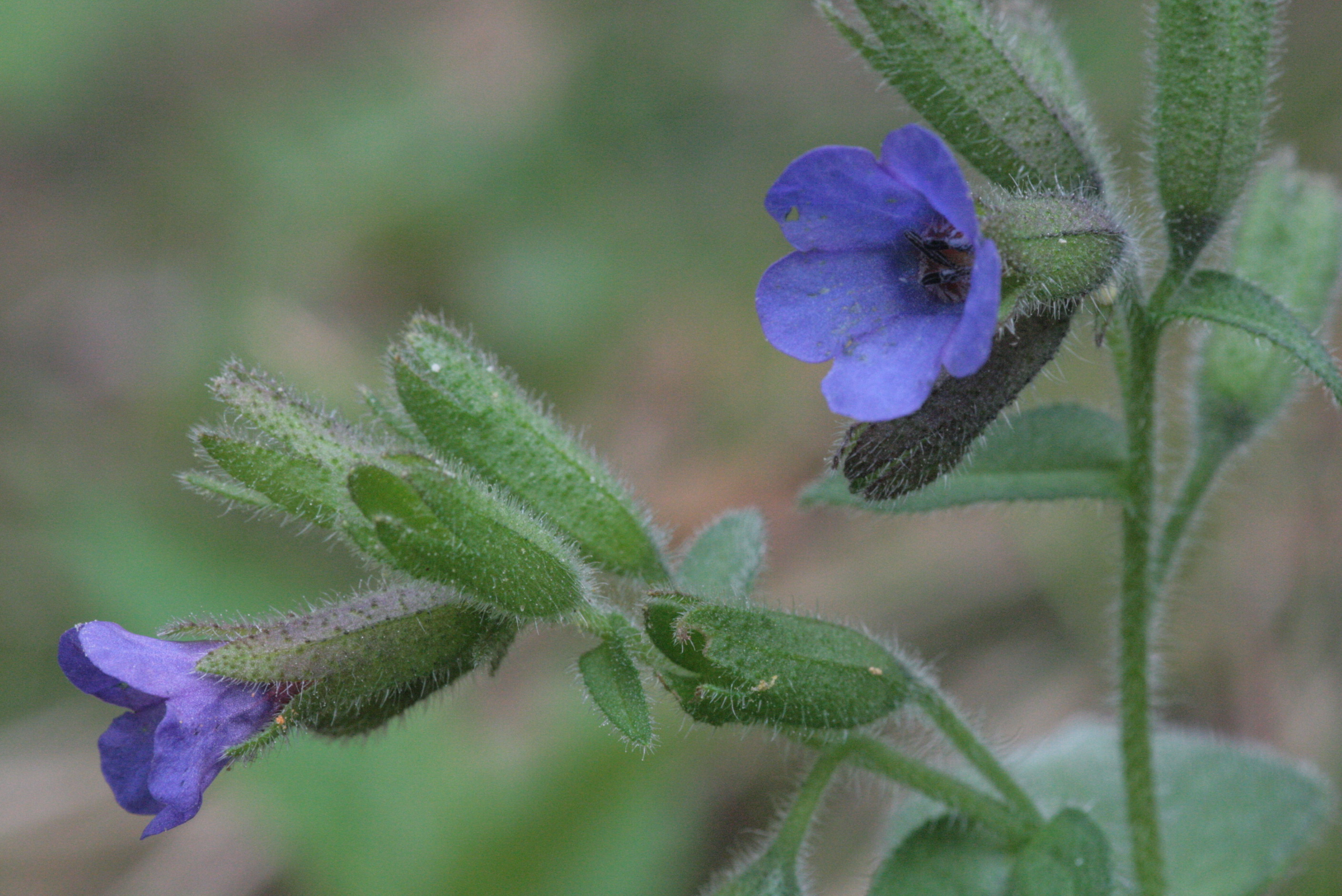
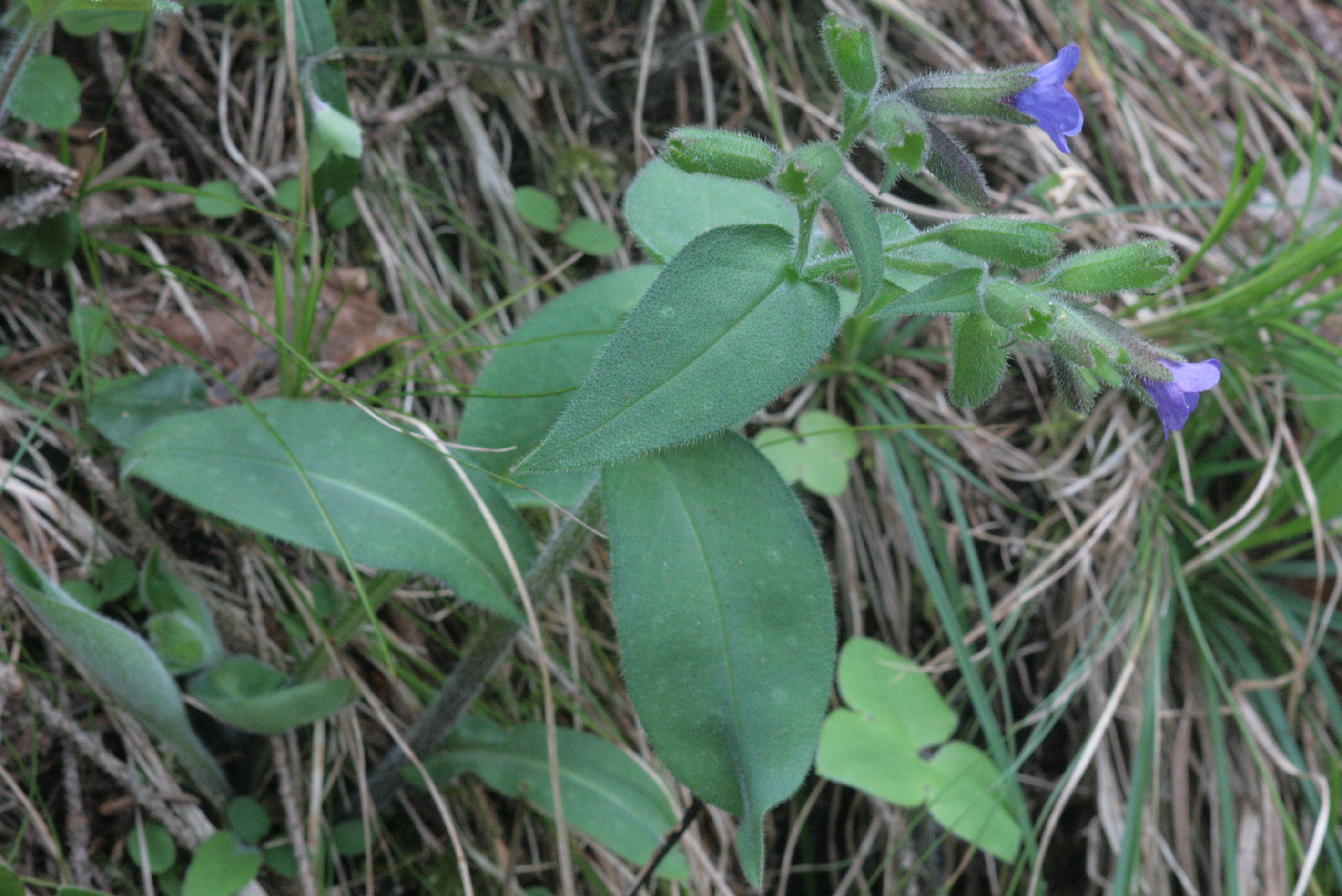
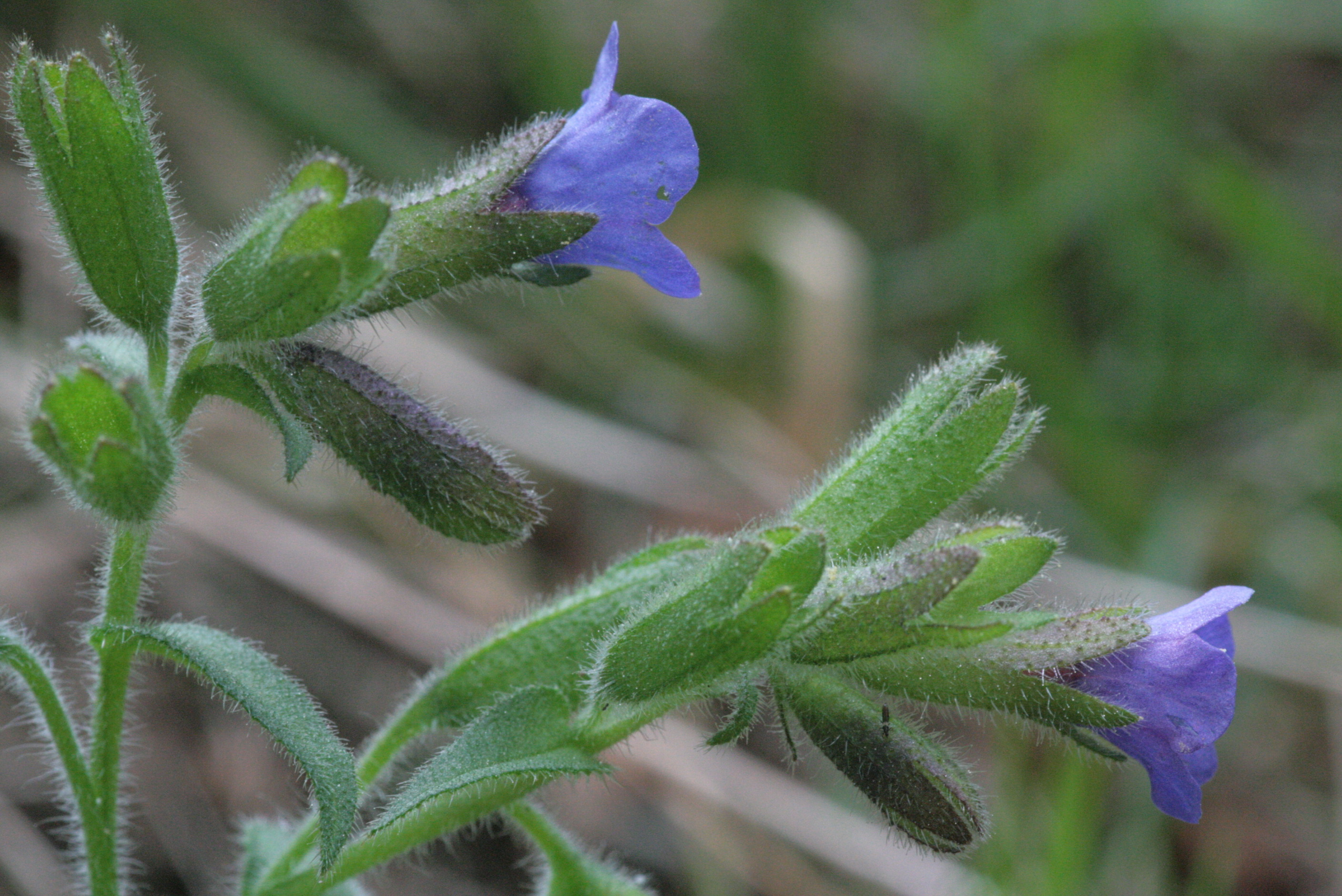
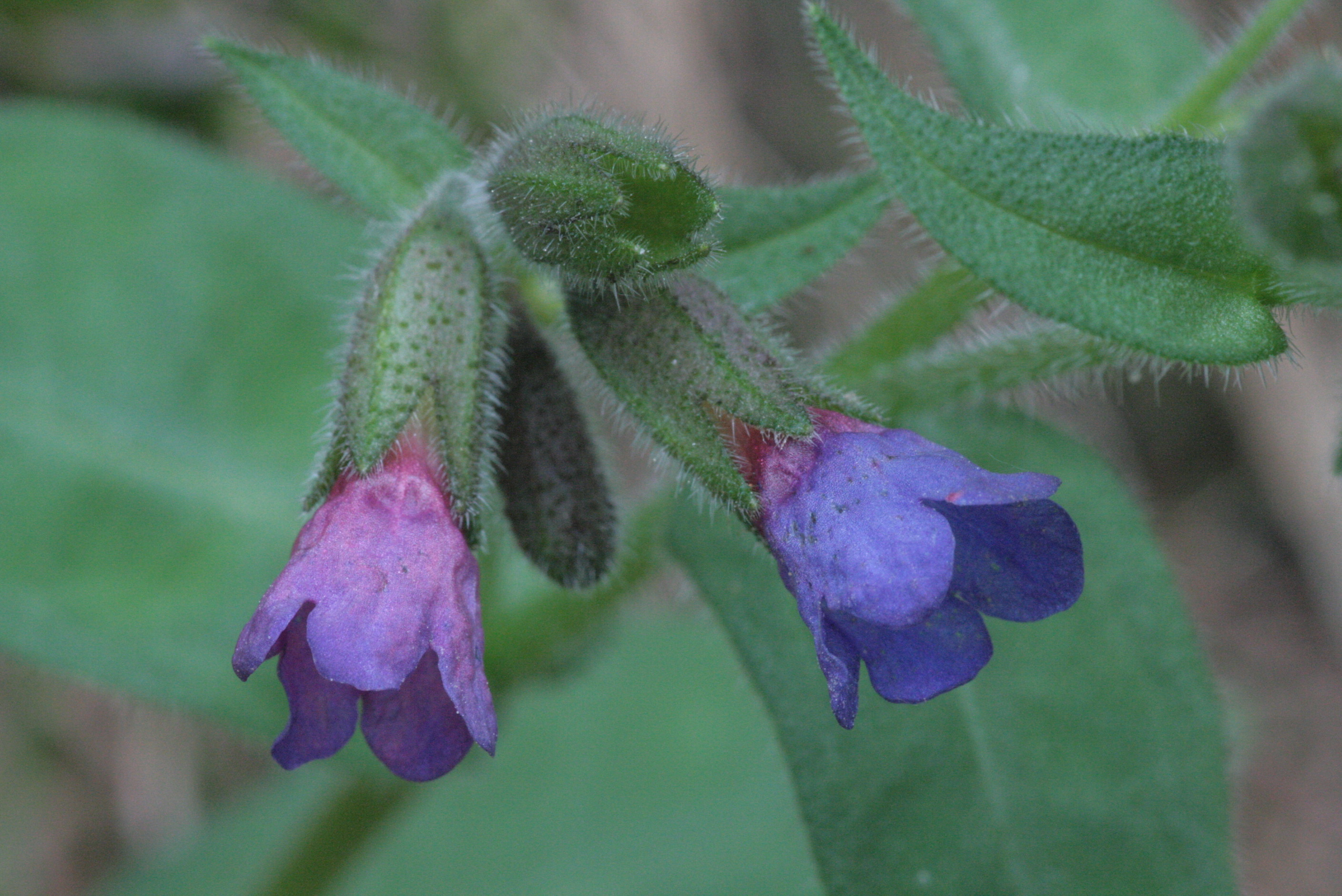